# Cupid và Psyche

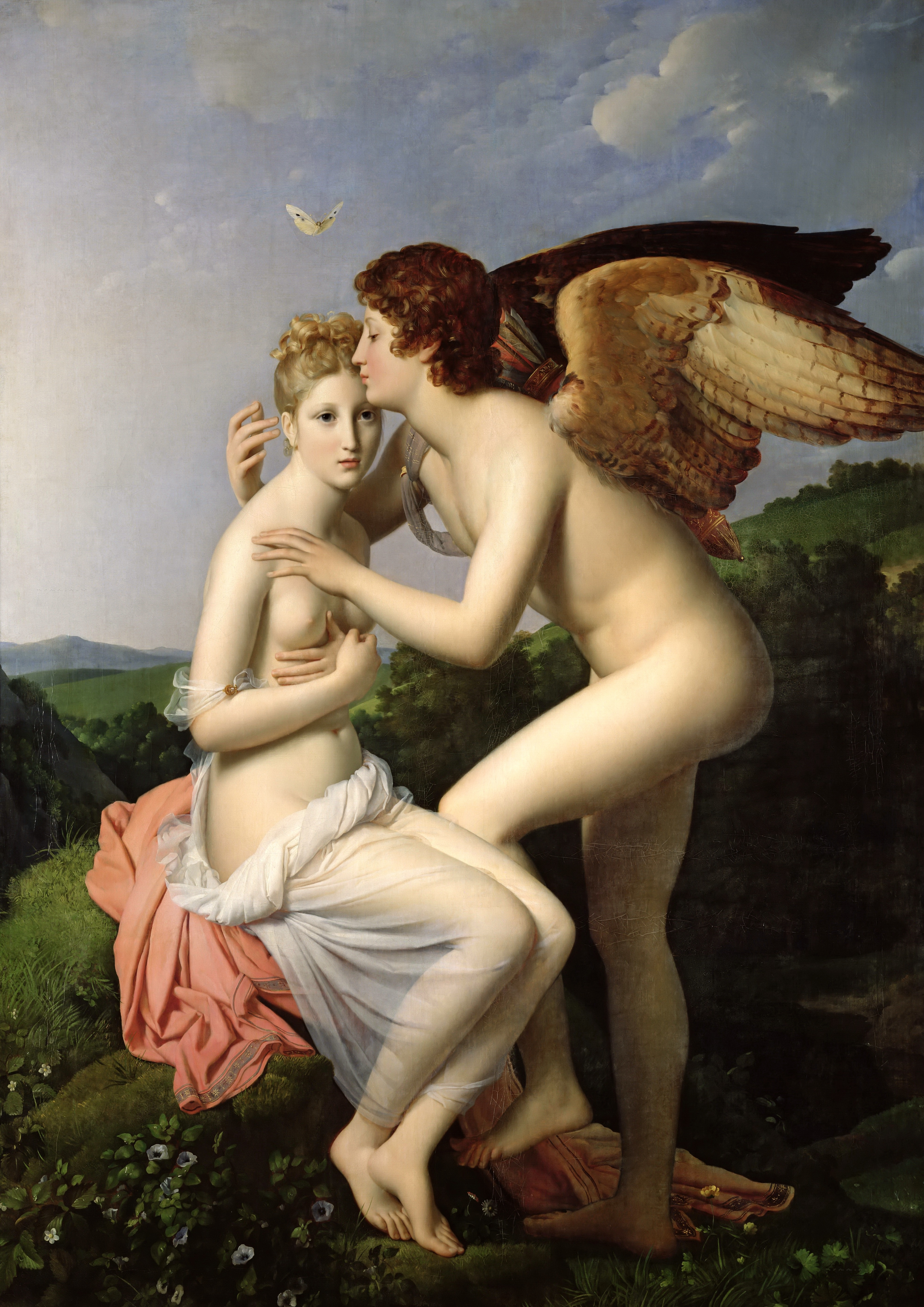
Họa phẩm Cupid và Psyche

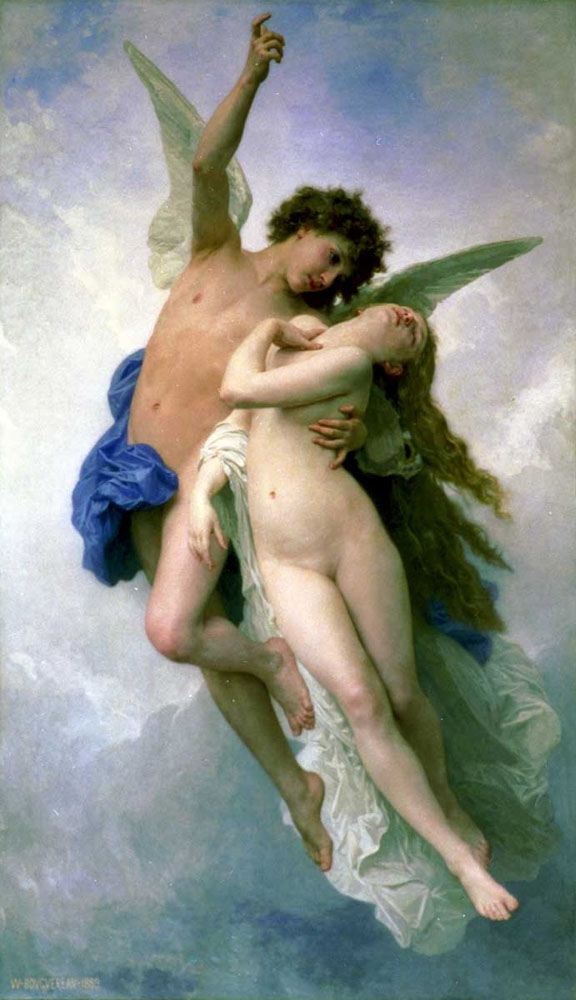
Psyche et L'Amour, tranh của William-Adolphe Bouguereau

Cupid và Psyche (tiếng Việt: Thần Tình yêu và Tâm hồn; tiếng Latin: Amor e Psyche; tiếng Anh: The Tale of Cupid and Psyche hoặc The Tale of Amor and Psyche và The Tale of Eros and Psyche) là một câu chuyện có nguồn gốc từ Thần thoại La Mã  nhưng trở nên nổi tiếng qua tác phẩm Con lừa vàng (tiếng Latin: Asinus aureus) của nhà văn La Mã Lucius Apuleius Platonicus (125-180). Câu chuyện về Cupid (hay Amor, thần Tình yêu) và Psyche (Tâm hồn) được biên soạn thành nhiều phiên bản của nhiều ngôn ngữ và quốc gia. Câu chuyện này cũng đã được biên soạn ra tiếng Việt, từng in thành sách trong các cuốn giai thoại nổi tiếng.

## Câu chuyện
Ngày xưa ở xứ sở nọ có một ông vua và hoàng hậu sống với nhau rất hạnh phúc. Họ có ba cô con gái xinh đẹp mà cô út – tên là Psyche (nghĩa là "Tâm hồn") – có sắc đẹp vượt hơn cả sắc đẹp của nữ thần Venus (Vệ Nữ). Điều này đã làm cho thần Vệ Nữ rất bực tức và quyết định sẽ trừng phạt cô gái người trần mắt thịt kia. Thần Vệ Nữ cho gọi con trai của mình – thần tình yêu Cupid – và bảo: "Con hãy làm sao cho Psyche yêu một kẻ hèn mạt nhất và suốt đời bất hạnh với hắn ta".
Thần Cupid bay đi thực hiện điều mẹ chàng ra lệnh nhưng tất cả lại xảy ra không như mong muốn của thần Vệ Nữ. Nhìn thấy Psyche, Cupid vô cùng kinh ngạc bởi vẻ đẹp của nàng cũng như dáng vẻ của một công chúa mà không còn nghi ngờ gì nữa, tình yêu đối với nàng đã bao trùm lấy con tim của vị thần tình ái. Thần quyết định rằng người đẹp phải trở thành vợ mình và thần đã làm cho tất cả các chàng trai khác phải rời bỏ nàng. Còn nhà vua và hoàng hậu cứ băn khoăn một điều: hai cô chị đều đã đi lấy chồng thế mà Psyche dù có đẹp xinh như hương trời sắc nước vẫn sống với cha mẹ mà không thấy một chàng trai nào đến dạm hỏi.
Nhà vua đem chuyện này thưa với một nhà tiên tri, còn nhà tiên tri này (theo lời của thần Cupid) nói rằng công chúa có một số phận không bình thường. Nhà tiên tri nói rằng vua về mặc áo cưới cô dâu cho công chúa rồi dẫn nàng lên đồi cao chờ một chàng rể mà công chúa chưa biết mặt. Cả vua và hoàng hậu đều tỏ ra lo lắng và buồn phiền nhưng không dám trái ý thần thánh nên họ đã làm theo lời của nhà tiên tri.
Nàng công chúa tội nghiệp trong bộ áo cưới cô dâu một mình trên đỉnh đồi với một nỗi sợ hãi không biết điều gì sẽ xảy ra với mình. Bỗng nhiên một cơn gió nhẹ bao trùm lấy Psyche, mang nàng từ trên đỉnh đồi trơ trọi xuống giữa thung lũng xanh và đặt nàng lên thảm cỏ. Ở gần đó có một cánh rừng, trong rừng cây có một cung điện bằng đá cẩm thạch. Nhận thấy rằng không có gì nguy hiểm xảy ra với mình, công chúa đã đến gần để xem cung điện. Cửa chính tự mở ra trước mặt công chúa và nàng rụt rè bước vào trong cung điện.
Chưa bao giờ công chúa được nhìn thấy toà lâu đài nguy nga tráng lệ như thế. Những bức tường được dát vàng và bạc, trần nhà được làm bằng ngà voi, còn sàn nhà, nơi nàng giẫm chân lên, được ghép bằng đá quý. Một giọng nói từ đâu đó vang lên: "Xin chào công chúa xinh đẹp! Nàng hãy là người chủ của cung điện này". Suốt cả ngày Psyche đi dạo trong cung điện nhưng không thể nào đi hết được tất cả các phòng. Những người đầy tớ vô hình đã hộ tống công chúa và thực hiện những điều nàng mong muốn.
Buổi chiều, khi đã mệt, Psyche lên giường nằm ngủ thiếp đi và thần Tình yêu Cupid cũng nằm xuống bên nàng. Psyche không nhìn thấy mà chỉ cảm thấy có người chồng chưa biết mặt, tuy vậy nàng đã yêu chàng tha thiết. Buổi sáng, trước khi bình minh xuất hiện thần tình yêu đã ra đi và lại trở về trong đêm tối. Nàng Psyche vô cùng hạnh phúc sống trong lâu đài tráng lệ với người chồng của mình, cho dù người đó nàng chưa biết mặt. Chỉ một điều làm cho nàng lo lắng: nàng biết rằng cha mẹ và các chị của nàng đang đau khổ vì nghĩ rằng nàng đã chết. Một lần, trong đêm, Psyche nói với thần Tình yêu: "Chồng yêu dấu của em! Em không thể nào yên tâm và sống hạnh phúc bên anh khi mà cha mẹ em đang sống trong đau khổ vì em. Cho phép em được báo tin cho cha mẹ rằng em còn sống và mạnh khoẻ". Nhưng thần Cupid trả lời: "Tốt nhất em đừng làm điều này kẻo lại rước về tai hoạ".
Psyche không dám đòi hỏi nhưng từ hôm đó nàng trở nên trầm tư, buồn bã cho dù chồng có âu yếm hết lời. Còn thần Tình yêu không chịu nổi cảnh khi nhìn thấy vợ mình buồn bã, chàng nói: "Ta sẽ thực hiện điều mong muốn của em. Em sẽ gặp lại các cô chị của em nhưng hãy coi chừng họ có thể khuyên em làm điều dại dột". Chàng sai Zephyrus (thần gió phía Tây) đi đón các chị gái của Psyche và họ được đưa đến cung điện. Nhìn thấy cô em gái còn sống và khoẻ mạnh họ vô cùng mừng rỡ. Nhưng khi Psyche kể cho họ nghe rằng nàng vô cùng hạnh phúc và dẫn họ đi quanh cung điện, chỉ cho họ thấy sự giàu có của mình thì trong lòng các cô chị trỗi dậy điều ghen tỵ. 

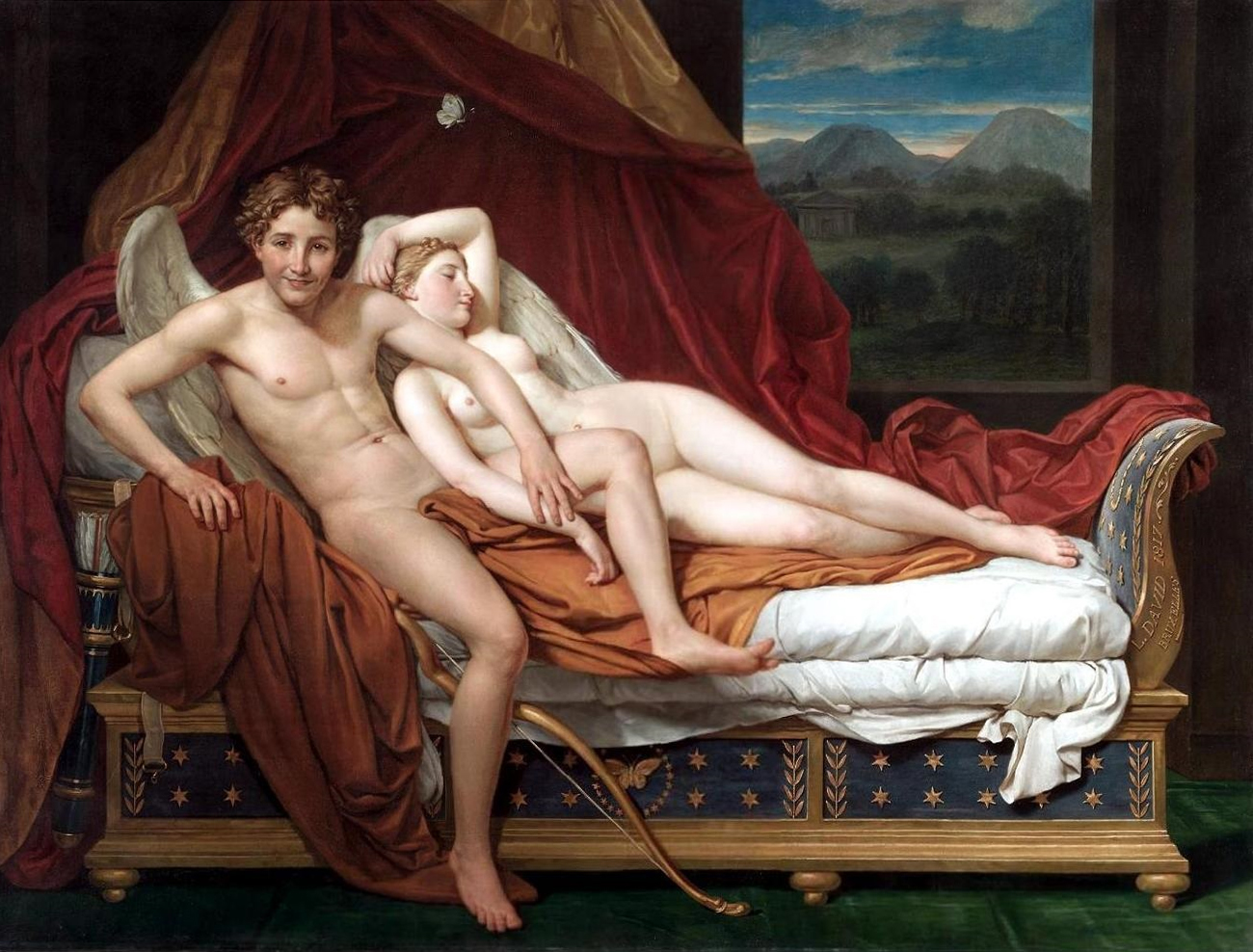
Họa phẩm Cupid và Psyche

Khi các cô chị hỏi về người chồng thì nàng Psyche đã hồn nhiên trả lời rằng chồng của nàng tốt bụng, luôn dịu dàng và có lẽ còn rất trẻ nhưng nàng không khẳng định được điều này vì chồng chỉ đến với nàng trong đêm tối. Nghe xong những điều này thì các cô chị lại càng ghen hơn nữa bởi trong số họ một người có ông chồng già và đầu hói trọc như quả bí ngô còn người kia có chồng bị bệnh thấp khớp co quắp lại, suốt ngày bôi thứ thuốc mỡ hôi hám. Trở về nhà các cô chị thậm chí không nói cho cha mẹ biết rằng Psyche còn sống khoẻ mạnh mà lại đi nghĩ ra mưu kế hòng chiếm đoạt hạnh phúc của cô em
Sau một thời gian Psyche lại muốn được gặp các cô chị và cũng như lần trước, họ lại được Zephyrus mang đến cung điện. Vừa nhìn thấy Psyche các cô chị với vẻ mặt đau khổ đã kêu lên: "Thật là tai hoạ cho em. Chồng em là một con rắn ác độc và kinh tởm. Những người dân ở đây đã nhiều lần nhìn thấy nó bò qua sông rồi vào trong cung điện. Em hãy coi chừng! Một ngày nào đó nó sẽ cắn em và em sẽ chết một cái chết khủng khiếp". Rồi cả hai người cùng khóc nức nở. Khi đó nàng Psyche hoảng sợ hỏi hai cô chị: "Thế em phải làm gì bây giờ?" Hai cô chị nói: "Em hãy giấu vào dưới chăn một con dao sắc và đêm đến, khi nó vào giường em hãy giết nó đi". Thế rồi hai cô chị nham hiểm trở về nhà, bỏ lại cô em trong sợ hãi và đau khổ.
Sau khi hoàn hồn lại Psyche tỏ ra nghi ngờ những lời các cô chị và nàng quyết định trước khi giết chồng phải nhìn rõ mặt để xem có đúng chồng mình là con rắn ác độc và kinh tởm như lời các cô chị hay không. Nàng giấu một ngọn đèn ở dưới gối. Đến đêm, như thường lệ, thần Cupid đến với Psyche. Khi chàng ngủ thiếp đi, Psyche lặng lẽ châm đèn và lặng đi vì sợ hãi nhìn lên người chồng của mình. Nhưng nàng đã vô cùng sung sướng khi thay vì con rắn ác độc và kinh tởm nàng nhìn thấy thiên thần đôi cánh bạc. Cánh tay của Psyche run run, ngọn đèn nghiêng xuống và một giọt dầu nóng rơi xuống vai người chồng đang ngủ. Ngay lập tức thần Tình yêu tỉnh dậy. Nhìn thấy Psyche với cây đèn trong tay, chàng kêu lên trong giận dữ và đau đớn: "Em đã nghe theo lời xui của các cô chị, đã giết chết hạnh phúc của chúng mình. Ta có thể trừng phạt em một cách nghiệt ngã nhưng ta chỉ trừng phạt em bằng sự xa cách với ta". Nói xong Cupid vỗ cánh bay đi.
Nàng Psyche còn lại một mình suốt ngày chỉ biết khóc và thầm nguyền rủa sự nông nổi, cả tin của mình. Sau đó nàng từ giã cung điện nguy nga kia để lên đường đi tìm kiếm người chồng yêu dấu. Còn thần Tình yêu thì đã bay về cung điện của thần Venus. Bờ vai bị bỏng càng đau thêm khiến chàng kêu lên đau đớn. Thần Vệ nữ giận đứa con của mình vì không hỏi ý mẹ đã cưới cho mình cô gái mà nữ thần mong cho điều ác nhưng nữ thần tức giận Psyche còn nhiều hơn nữa. Venus cấm các thiên thần và người trần giúp đỡ cô gái bất hạnh kia, cấm không được ai che chở hoặc an ủi Psyche. Còn nàng Psyche sau một thời gian dài phiêu bạt kỳ hồ, từ chối biết bao người, cuối cùng cũng đến được cung điện của nữ thần Venus.
Venus đón Psyche bằng những lời chửi rủa và nhạo báng. Cho rằng Psyche chỉ đáng làm một người hầu. Nữ thần đã sai lấy hạt kê, đại mạch, hạt anh túc và đậu ván trộn lẫn vào nhau trong một thúng to rồi sai Psyche phải nhặt chúng ra từng loại. Psyche chỉ biết ngồi khóc vì công việc không biết đến bao giờ mới xong nhưng có một chú kiến đã tỏ lòng thương. Kiến về gọi cả đàn ra và chỉ trong giây lát đã làm xong việc mà nữ thần giao.
Khi đó Venus ra lệnh cho Psyche đi vào rừng, nơi có bầy cừu lông vàng đang gặm cỏ để lấy lông của chúng mang về. Nhưng bầy cừu rất dữ và hay đánh nhau, không cho ai đến gần mình. Psyche chỉ biết đứng bên bờ suối, không dám đến gần bầy cừu đang gặm cỏ. Bỗng có tiếng xào xạc rồi một cây sậy bên bờ suối lên tiếng: "Con hãy đợi đến giữa trưa, khi đó bầy cừu sẽ ngủ thì con đi vào rừng và sẽ thấy có rất nhiều lông bị mắc lại trên những bụi cây". Psyche làm theo lời khuyên của cây sậy và đã mang về cho thần Vệ Nữ một bó lông cừu vàng.

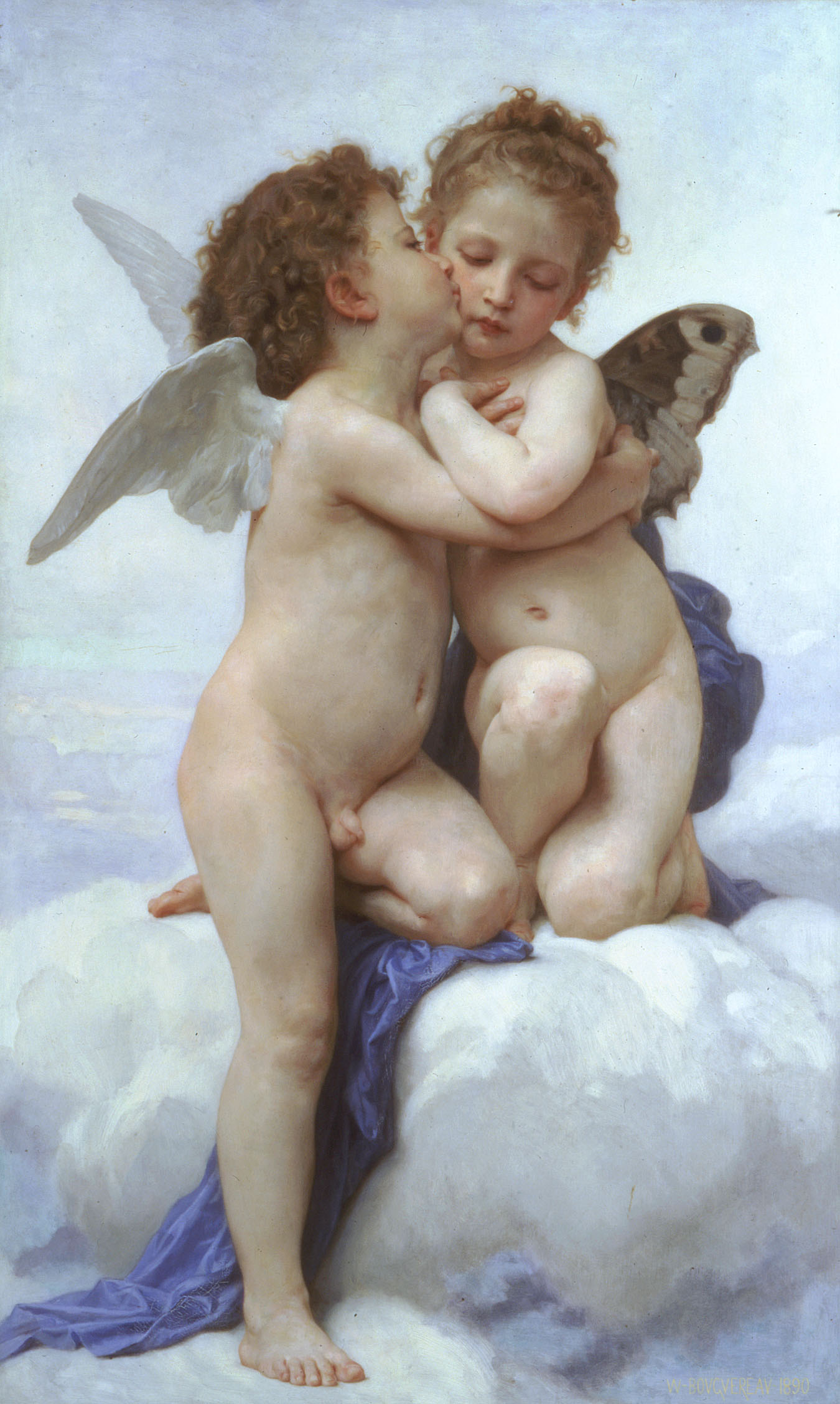
Amor và Psyche khi thơ ấu (L'Amour et Psyche, enfants) hay Nụ hôn đầu, họa phẩm của William-Adolphe Bouguereau

Nhưng thần Vệ Nữ vẫn chưa hài lòng và ra lệnh cho Psyche phải lấy một bình nước nguồn từ con suối trên đỉnh vách đá cao dựng đứng. Khi Tâm hồn ôm chiếc bình pha lê đứng dưới chân vách đá nhìn lên tuyệt vọng thì có một con đại bàng bay ngang qua. Đại bàng chộp lấy bình pha lê rồi bay lên đỉnh vách đá múc đầy bình nước nguồn xuống rồi trao cho nàng. Thần Vệ Nữ tức giận, nghĩ ra một việc mới, bắt Psyche đi xuống âm phủ, vào vương quốc của thần Hades hỏi xin một cái hộp chứa sắc đẹp, không được mở ra rồi mang về cho thần Vệ Nữ.
Nàng công chúa bất hạnh nghĩ rằng thà chết còn hơn là đi làm việc này. Nàng leo lên một cái tháp cao để nhảy xuống tự tử. Vẻ đau đớn của nàng đã làm cho những viên đá trên tháp tỏ lòng thương xót. Những viên đá này lên tiếng an ủi Psyche và chỉ cho nàng con đường đi xuống âm phủ, bảo nàng hãy cho Charon, người lái đò qua con sông ngăn cách cõi dương thế và âm phủ, hai đồng tiền và ném cho con chó canh cổng Cerberus hai miếng bánh mì. Nữ thần Persephone trao cho Psyche  một chiếc hòm. Nàng nhớ rằng thần Venus đã dặn nàng không được mở ra nhưng nàng đã không kiềm chế được sự tò mò. Vừa bước chân lên cõi trần gian nàng liền mở nắp đậy chiếc hòm. Trong chiếc hòm này là một giấc ngủ giống như cái chết. Một làn khói đen bao trùm lấy Psyche, nàng ngã xuống đất và ngủ thiếp đi.
Lúc này vết bỏng trên vai Cupid cũng đã lên da, cả cơn đau và cơn giận Psyche cũng đã đi qua. Chàng bay đi tìm vợ và tìm thấy nàng đang ngủ say. Chàng đánh thức nàng bằng một nụ hôn nồng thắm. Psyche  kể cho chồng nghe về những chuyện mà Venus đã làm đối với nàng. Chàng hứa với vợ rằng từ nay sẽ không bao giờ xảy ra điều đó nữa. Chàng bay đến thần Jupiter nhờ hoà giải mẹ và vợ mình. Jupiter cho gọi thần Venus: "Con gái của ta! Con chớ buồn phiền rằng con trai của con đã chọn cho mình người vợ không phải là thần tiên mà người trần mắt thịt. Ta sẽ ban cho nàng sự bất tử và nàng sẽ trở thành tiên". Nói rồi Jupiter rót đầy một cốc nước tiên đưa cho Psyche uống. Từ đó nàng Psyche trở thành tiên như người chồng của mình. Các vị thần ngợi ca sắc đẹp và phẩm hạnh của nàng. Nữ thần sắc đẹp Venus cũng đành hoà giải và nhận Psyche là con dâu của mình. Sau này vợ chồng Cupid và Psyche sinh một đứa con gái có tên là Voluptas (Hạnh phúc).

## Ý nghĩa
Câu chuyện về thần Tình yêu Cupid và Tâm hồn Psyche đã trở thành đề tài của rất nhiều kiệt tác nghệ thuật–thơ, ca, nhạc, hoạ, kịch và điêu khắc. Apuleius gọi các vị thần bằng tên trong thần thoại La Mã: Amor, Venus, Jupiter nhưng tên Psyche là từ tiếng Hy Lạp (Ψυχή) có nghĩa là "Tâm hồn". Sau này câu chuyện Cupid và Psyche được người đời giải thích ngụ ý nói về sự phiêu du của tâm hồn con người khát khao được hòa nhập với tình yêu làm một.

## Điêu khắc

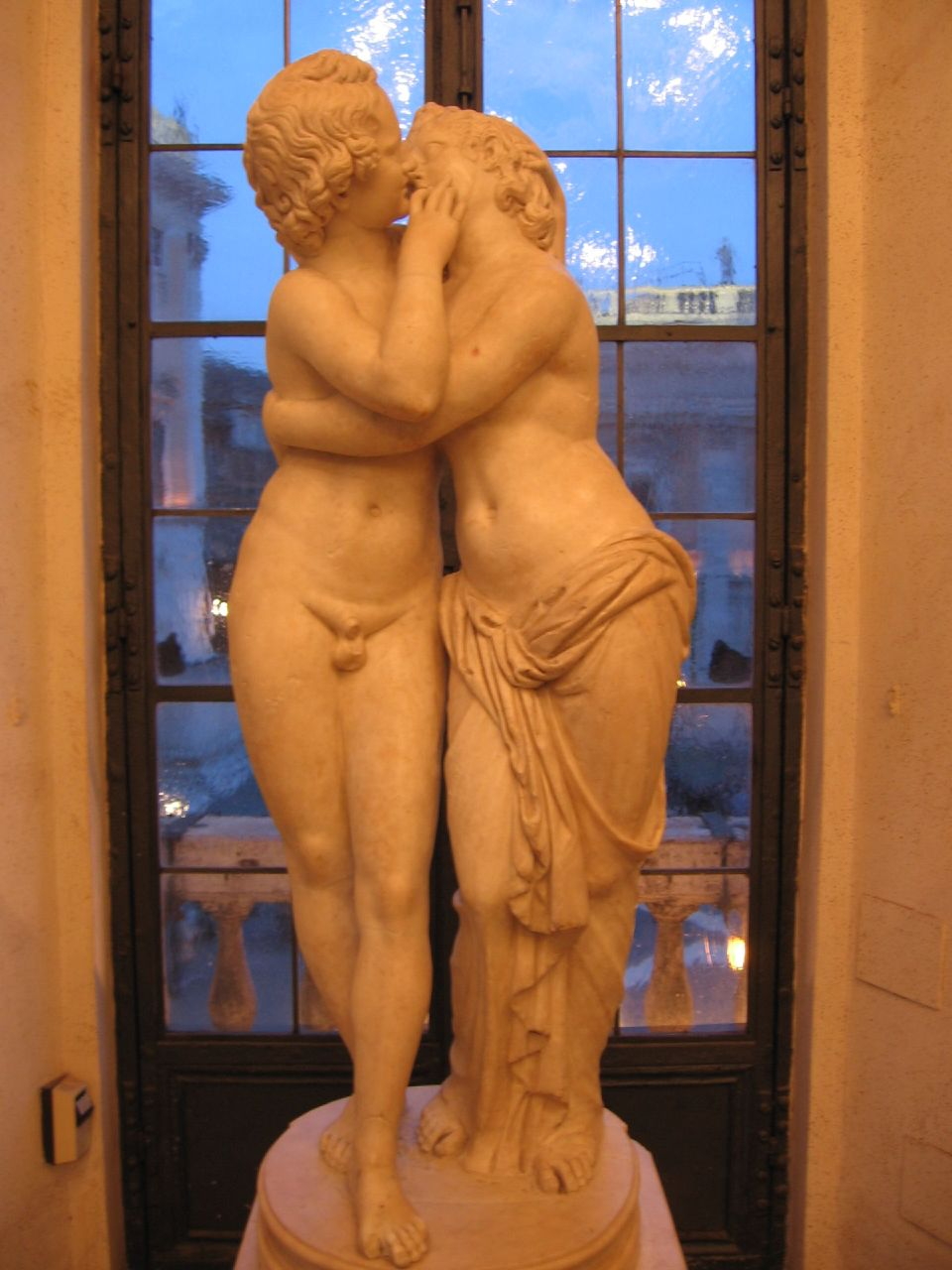
Cupid and Psyche (2nd century AD)
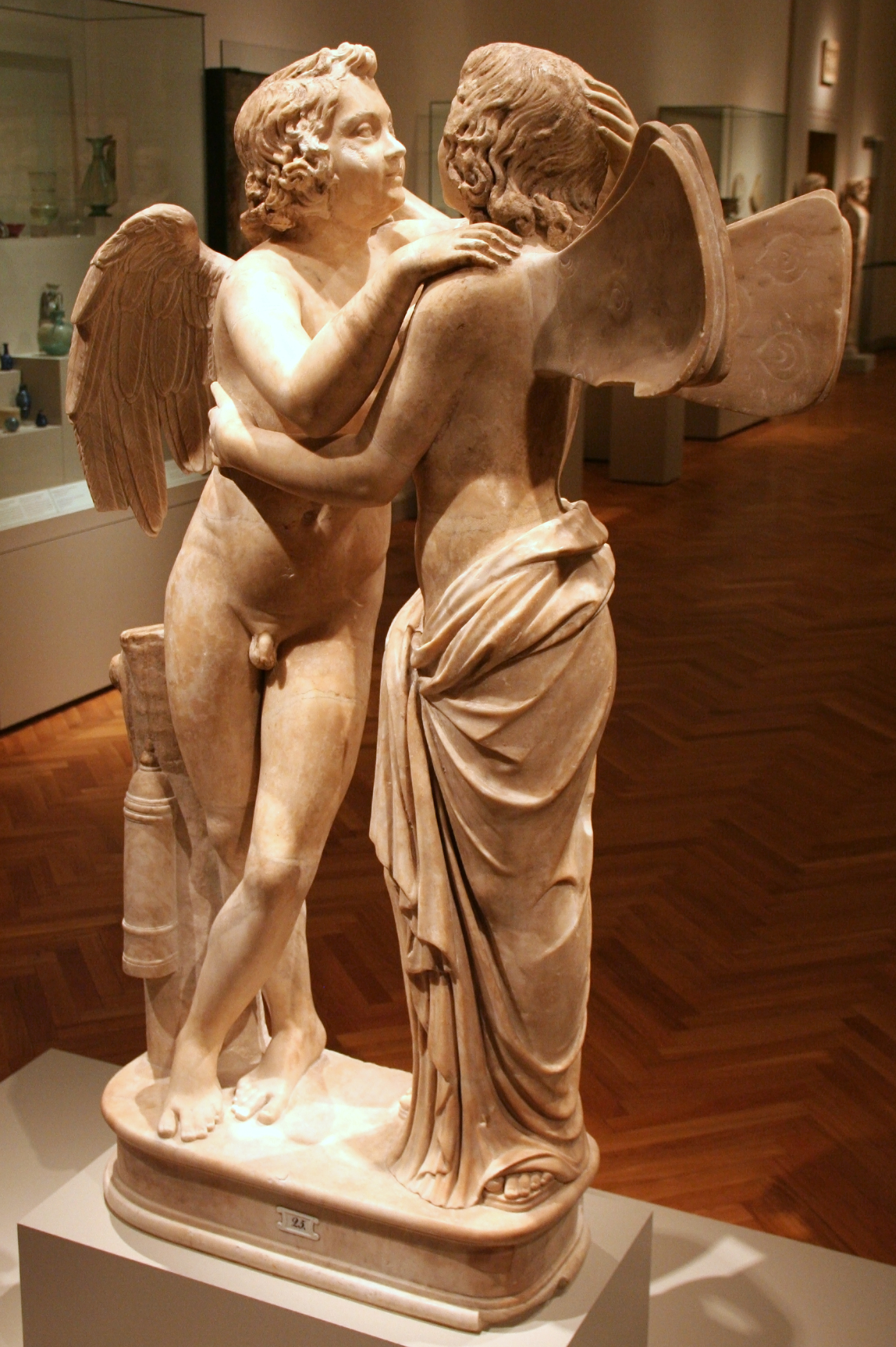
Cupid and Psyche (ca. 150 AD)
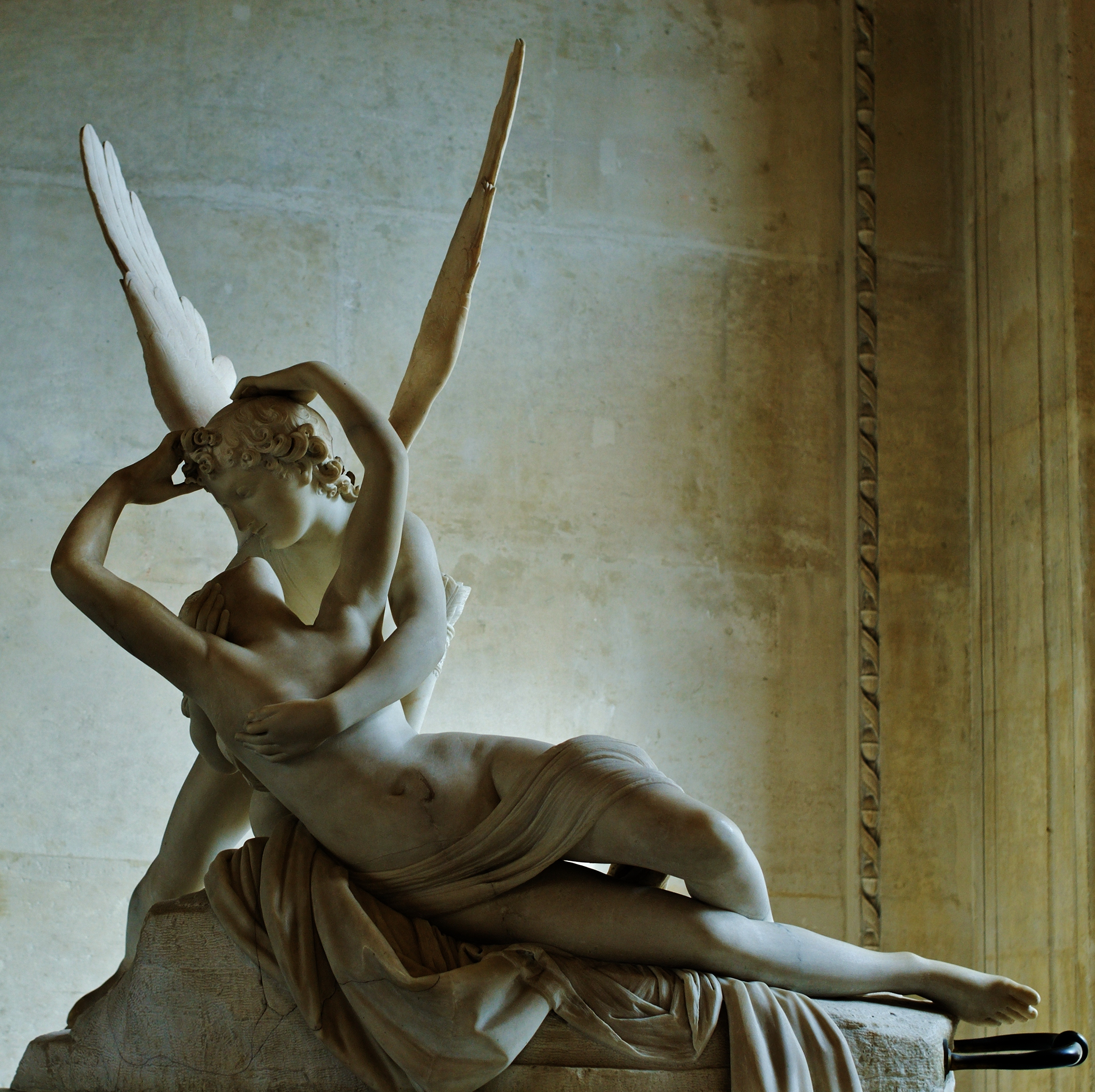
Psyche Revived by Cupid's Kiss (1793) by Antonio Canova
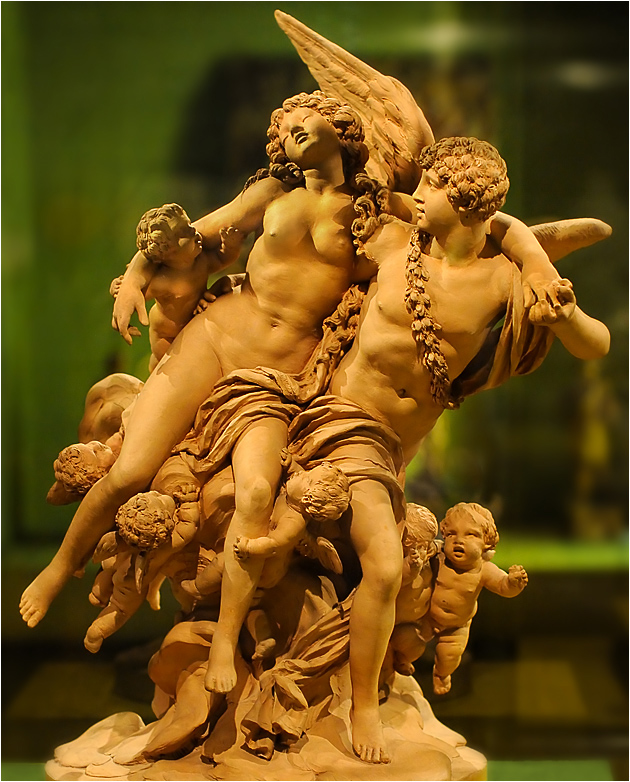
Cupid and Psyche by Clodion (d. 1814)
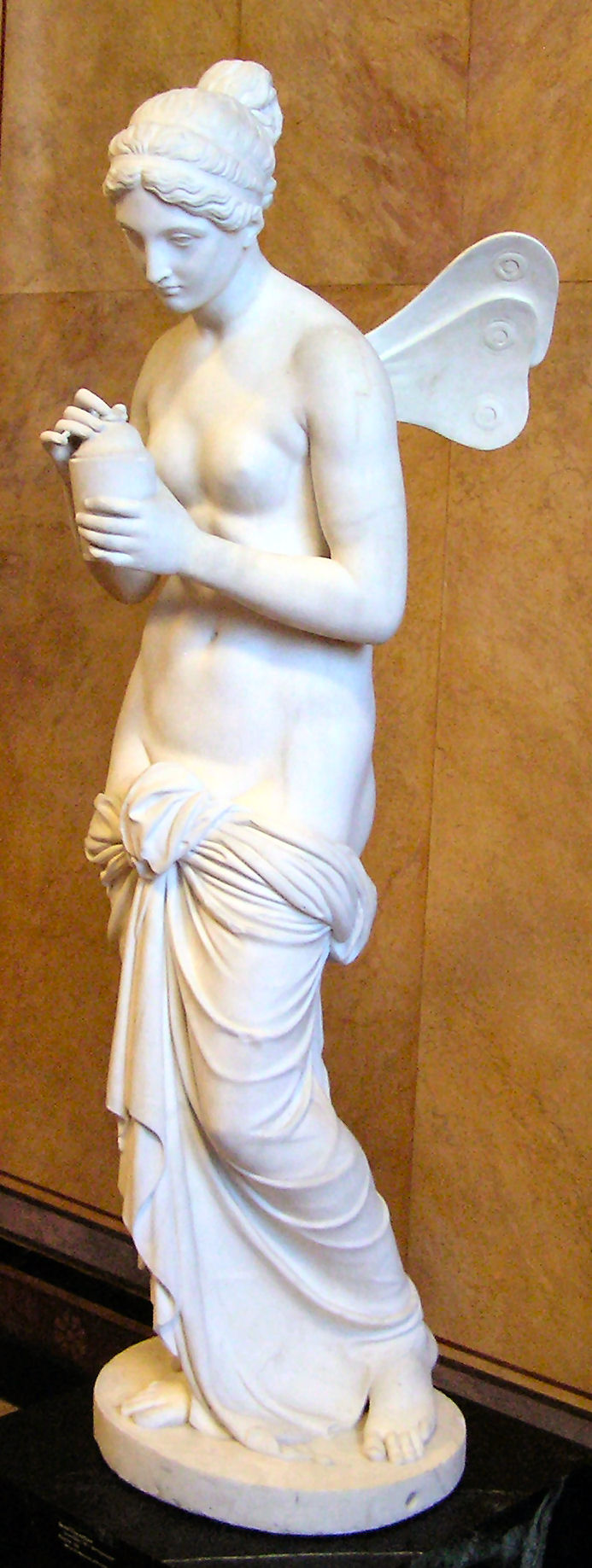
Psyche by Bertel Thorvaldsen (d. 1844)

## Hội họa

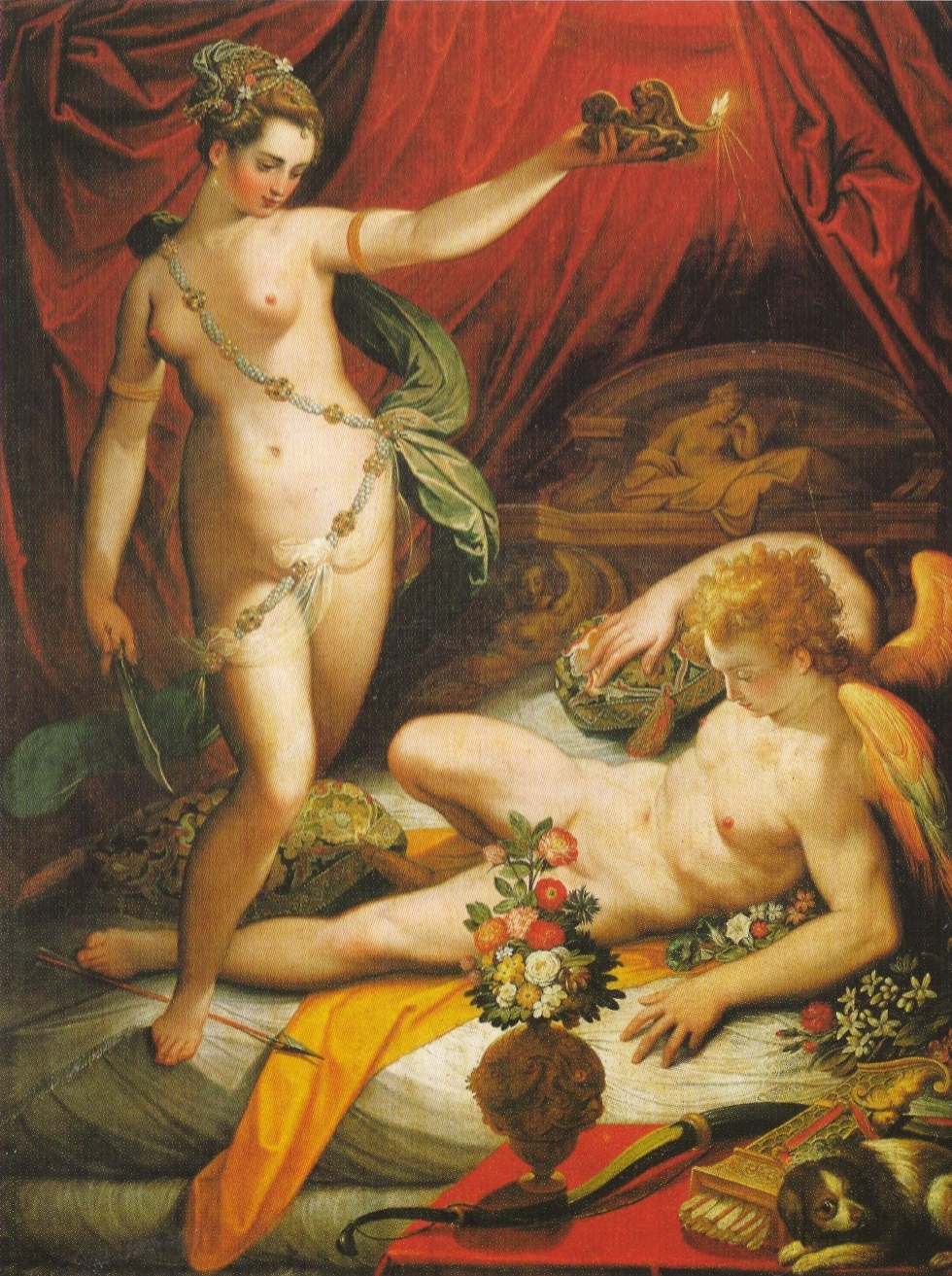
Amor and Psyche (1589) by Jacopo Zucchi
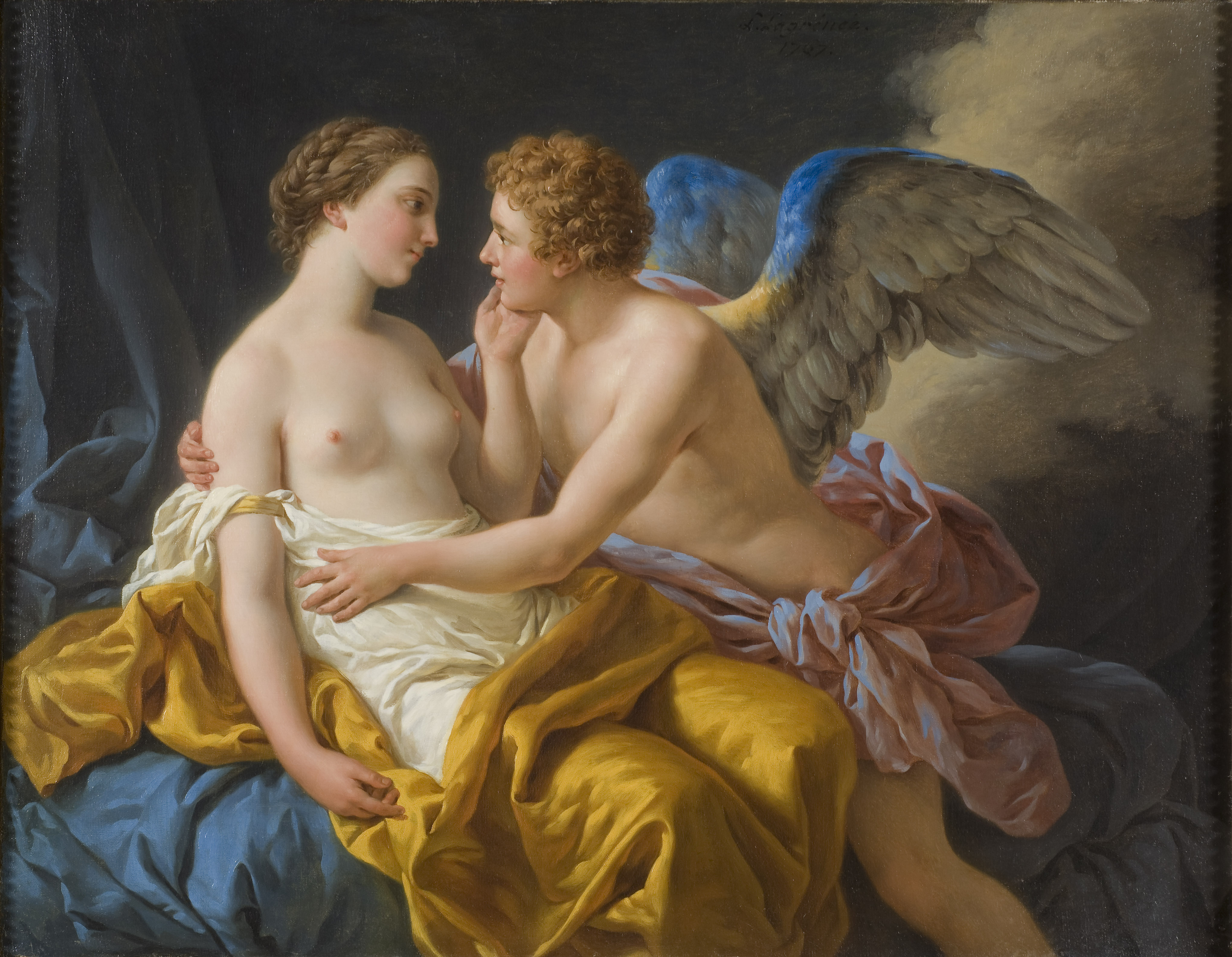
Amor and Psyche by Louis-Jean-François Lagrenée (d. 1805)
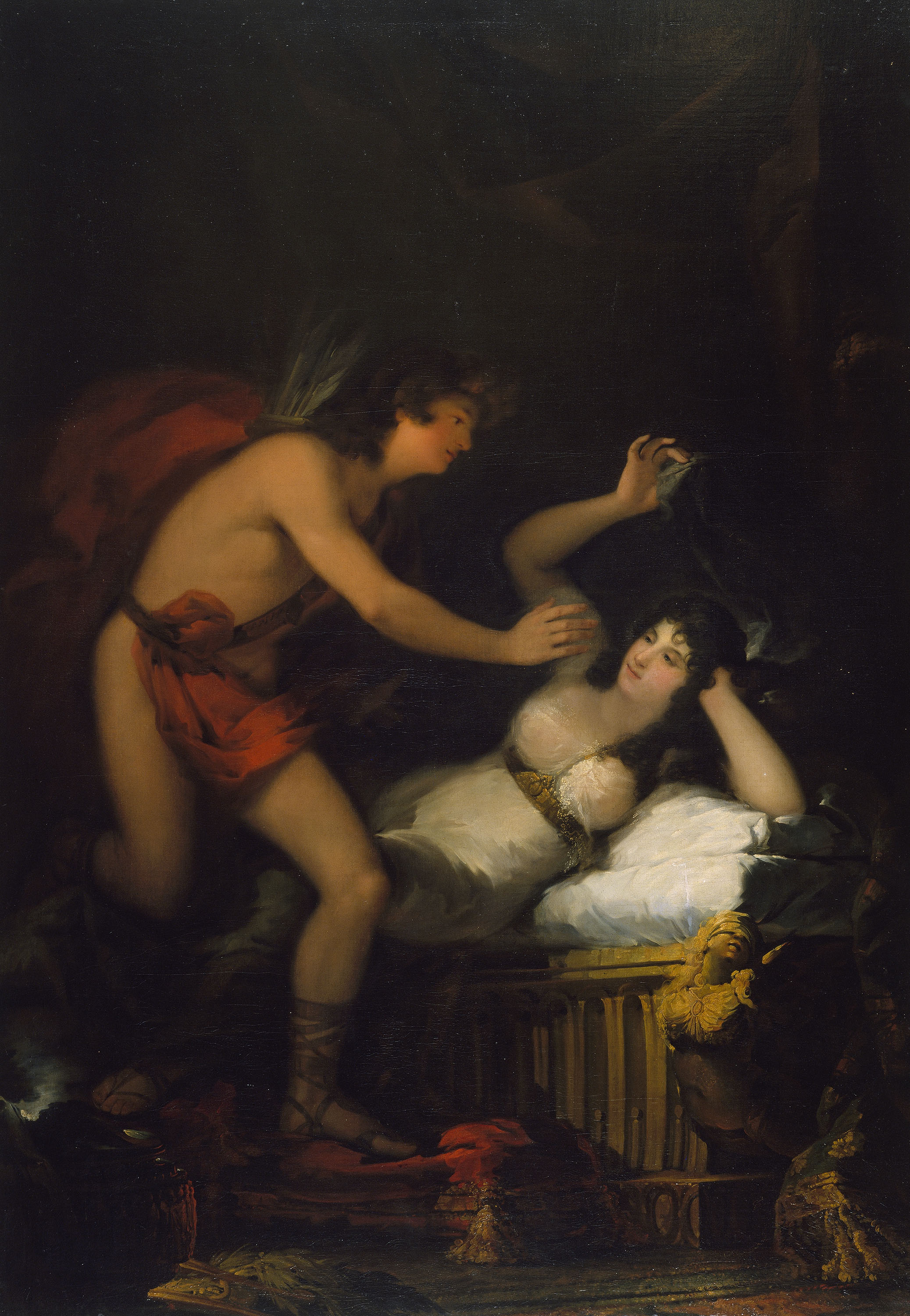
Allegory of Love, Cupid and Psyche by Goya (d. 1828)
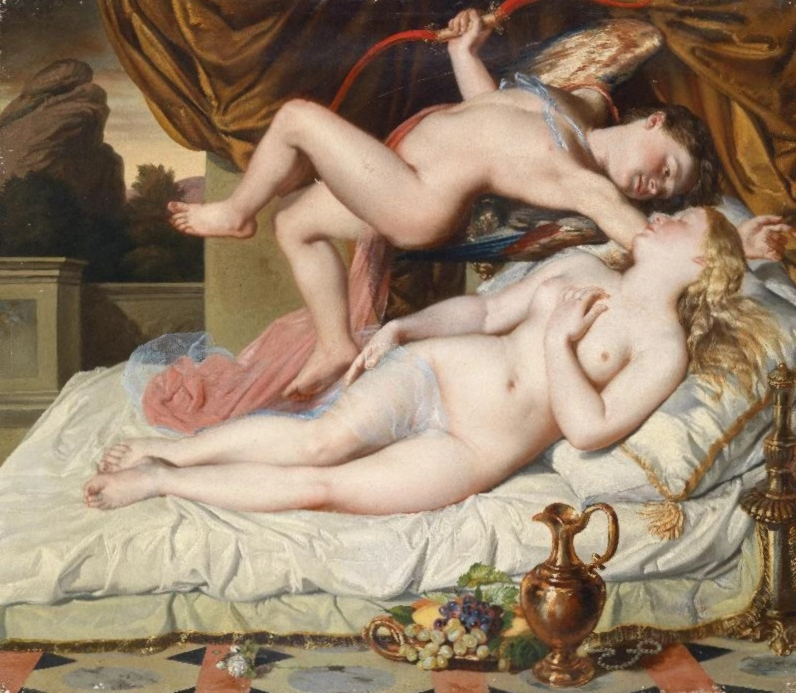
Cupid and Psyche (1850–55) by Károly Brocky
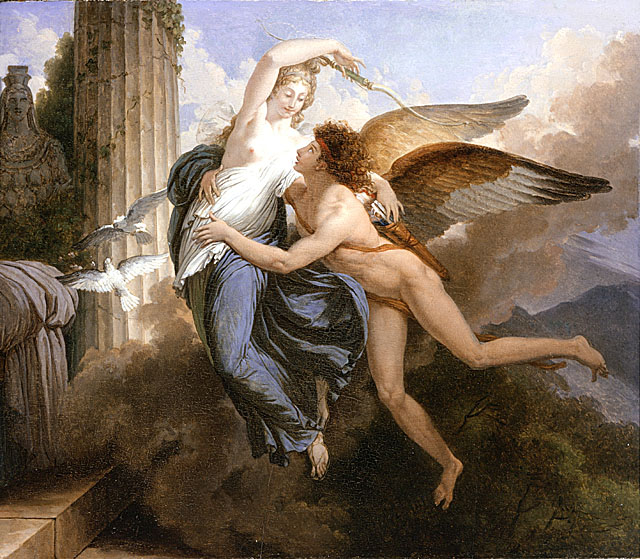
Cupid and Psyche (1843) by Jean-Pierre Saint-Ours

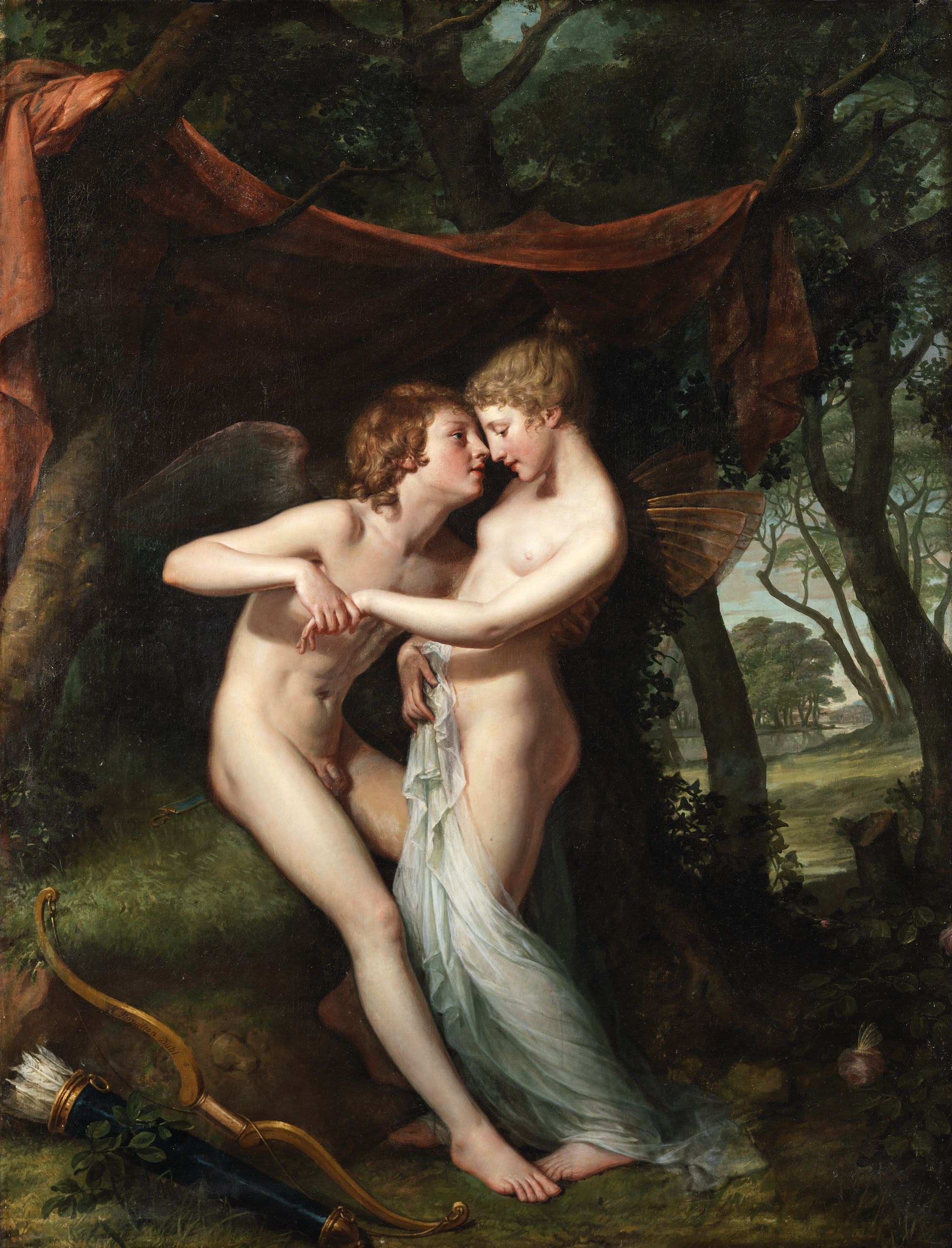
Cupid and Psyche in the nuptial bower by Hugh Douglas Hamilton
The abduction of Psyche by William-Adolphe Bouguereau
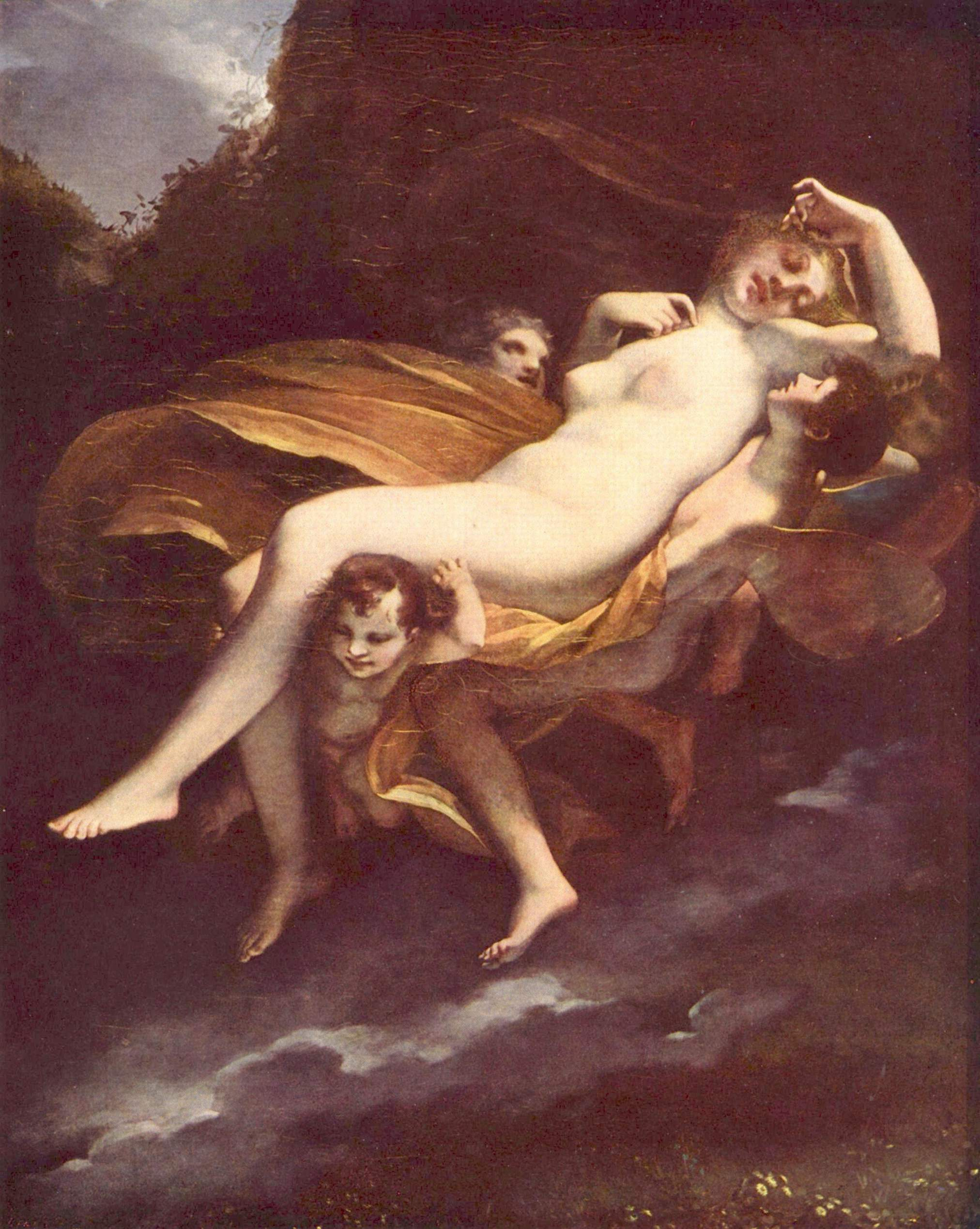
Psyche Lifted Up by Zephyrs (Romantic, ca. 1800) by Pierre-Paul Prud'hon
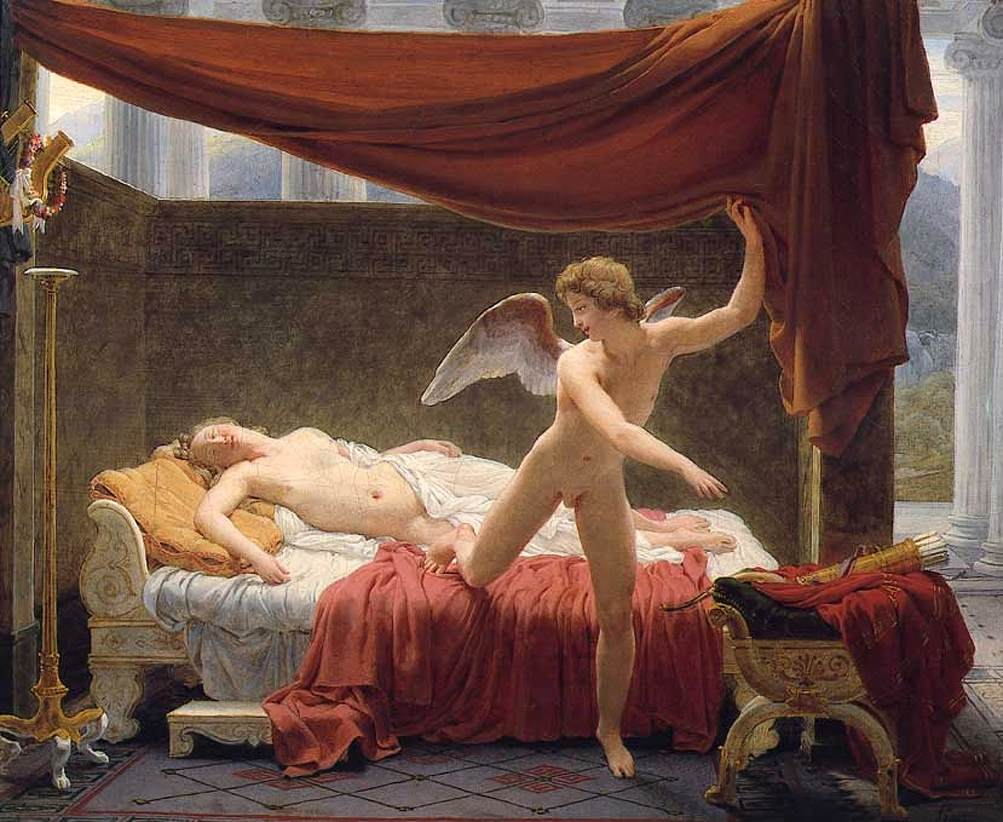
Psyche Abandoned  by François-Édouard Picot
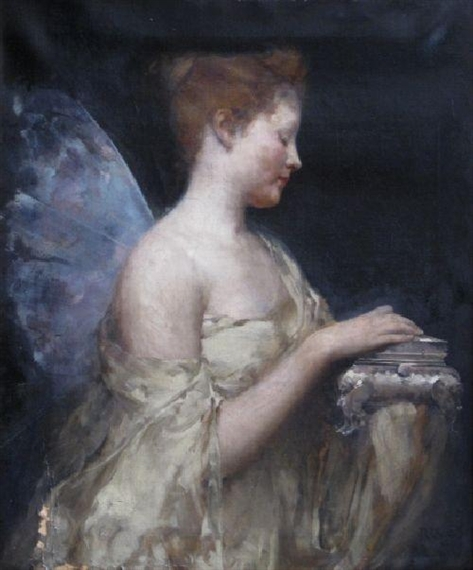
Psyche (1890) by John Reinhard Weguelin
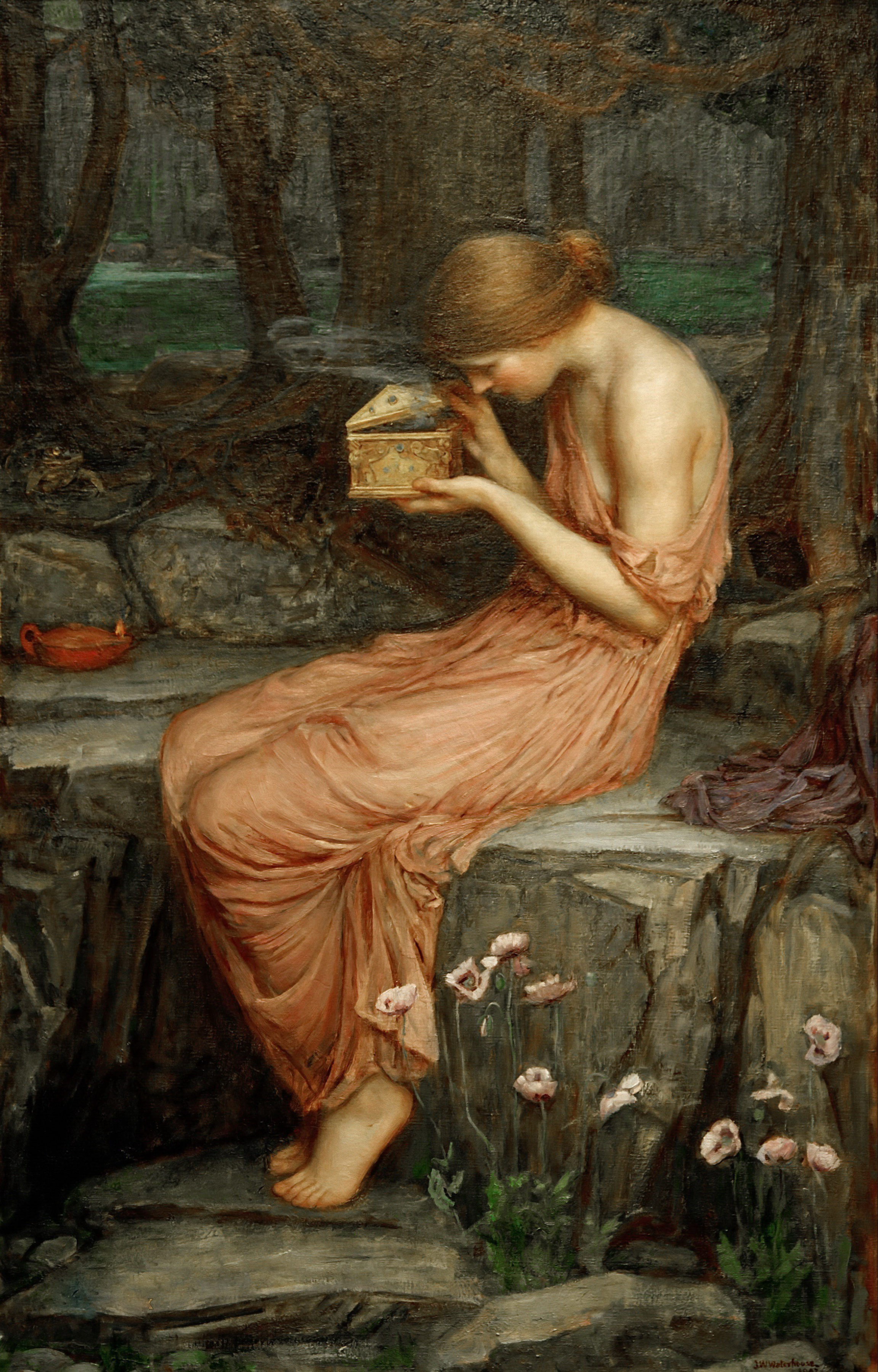
Psyche Opening the Golden Box (1903) by John William Waterhouse